# Wilhelm Frick
Wilhelm Frick (Alsenz, Imperio alemán, 12 de marzo de 1877-Núremberg, Alemania ocupada, 16 de octubre de 1946) fue un abogado, funcionario y político nacionalsocialista que ocupó el puesto de ministro del Interior durante el régimen del Tercer Reich.

## Biografía
El menor de los cuatro hijos de un maestro protestante, se educó en Kaiserslautern. Estudió un semestre de Filología y a continuación Jurisprudencia, terminando sus estudios con un doctorado en Derecho en 1901. Se alistó en el servicio civil bávaro en 1903, trabajando de 1904 a 1924 para la policía de Múnich, desde 1919 como jefe de la policía política. Fue nombrado Bezirksamtassessor en 1907 y ascendió a la posición de Regierungsassessor en 1917, con lo cual no prestó servicio activo durante la Primera Guerra Mundial. 
En 1910 Frick se casó con Elizabetha Emile Nagel. La pareja tenía dos hijos y una hija. El matrimonio terminó con un divorcio en 1934.
Fue simpatizante del emergente Partido Nacionalsocialista Obrero Alemán (NSDAP) y, aprovechando su puesto en la policía, ayudó a miembros de la extrema derecha que habían cometido asesinatos políticos a huir. Estuvo en contacto con Adolf Hitler y se convirtió en su enlace en la Jefatura Superior de Policía. En febrero de 1923 Frick se convirtió en director de la Policía Criminal de Múnich. El 9 de noviembre de 1923 tomó parte en el Putsch de Múnich. Por eso fue juzgado el 1 de abril de 1924 y sentenciado a 15 meses de prisión (no cumplidos) por complicidad en alta traición y despedido de su trabajo en la policía. Sin embargo, el despido fue revocado el 6 de noviembre de 1924.
El 4 de mayo de 1924 fue elegido diputado del Reichstag por el Partido por la Libertad del Pueblo Alemán (Deutschvölkische Freiheitspartei), la organización sustituta del proscrito Partido Nacionalsocialista Obrero Alemán (NSDAP). Cuando la prohibición del NSDAP fue levantado en 1925, Frick ejerció su mandato parlamentario como diputado del NSDAP. De 1926 a 1930, además de ser parlamentario, trabajó en una agencia de seguros. Fue presidente del grupo parlamentario del NSDAP desde 1928 y oficialmente hasta en final de la Alemania nazi.
Fue designado ministro del Interior y Educación del Pueblo de Turingia el 23 de enero de 1930. Permaneció en el cargo hasta el 1 de abril de 1931, cuando dimitió a causa de una moción de censura. Del 1 de enero de 1932 al 30 de enero de 1933 otra vez trabajó para la oficina de seguros.
Cuando Hitler llegó al poder el 30 de enero de 1933, Frick fue nombrado ministro del Interior el mismo día, uno de los dos únicos nazis en el gabinete original de Hitler (el otro era Hermann Goering).[cita requerida] Como ministro del Interior fue responsable de proyectar muchas de las leyes que promulgó el régimen nazi, destacando entre la "producción legislativa" de Frick las leyes que permitieron la toma de poder de los nacionalsocialistas, las leyes para la Gleichschaltung de los estados federados, las Leyes de Núremberg, las leyes de "purificación racial" estableciendo la eutanasia como política oficial, y las normas que prohibían el ejercicio de profesiones a judíos.
Inicialmente, como ministro del Interior, Frick fue la cabeza de todas las fuerzas policiales alemanas, puesto que perdió en 1936 en beneficio de Heinrich Himmler, pues Frick insistía en mantener control administrativo de su ministerio sobre la Gestapo y las SS, a lo cual se negaba tajantemente Hitler. Como resultado, Frick mantuvo sus cargos en la administración pública pero las competencias de estos fueron derivadas a órganos de las SS o la Gestapo, lo cual redujo notablemente el poder efectivo de Frick.
No obstante, Frick ejerció como ministro sin cartera y protector del Reich de Bohemia y Moravia desde el 20 de agosto de 1943 hasta mayo de 1945, encargado de regir los territorios checos bajo ocupación nazi pero ya sin poder político efectivo ante el gobierno del Reich.
Cuando Praga fue tomada por los soviéticos, Frick logró huir hacia el oeste pero pronto fue descubierto y arrestado por los estadounidenses y juzgado por el Tribunal Militar Internacional de Núremberg, donde él y Rudolf Hess fueron los únicos acusados que rehusaron testificar en su defensa.[cita requerida] Fue sentenciado a muerte el 1 de octubre de 1946 y ahorcado el 16 de octubre de 1946. De su ejecución, el periodista Howard K. Smith escribió:

El sexto hombre en abandonar su celda y marchar con las muñecas esposadas a la muerte fue Wilhelm Frick, de 69 años. Entró en la cámara de ejecución a las 2:05 de la mañana, seis minutos después de que se hubiera declarado muerto a Rosenberg. Parecía el menos preparado de todos hasta entonces y subió a trompicones los trece escalones del patíbulo. Sus únicas palabras fueron: «Viva la Alemania eterna», antes de ser encapuchado y soltado a través de la trampilla.